# Bajarse al moro
Pour plus de détails, voir Fiche technique et Distribution.
Bajarse al moro est un film espagnol réalisé par Fernando Colomo, sorti en 1989.

## Synopsis
Une fille vit avec son cousin dealeur et son petit ami policier qui transporte également de la drogue depuis le Maroc.

## Fiche technique
- Titre : Bajarse al moro
- Réalisation : Fernando Colomo
- Scénario : José Luis Alonso de Santos, Joaquín Oristrell, Fernando Colomo et José Luis Alonso de Santos
- Photographie : Javier Salmones
- Montage : Miguel Ángel Santamaría
- Société de production : Ion Films, Lolafilms et Televisión Española
- Pays :  Espagne
- Genre : Comédie
- Durée : 83 minutes
- Dates de sortie : 
  -  Espagne : 5 mai 1989

## Distribution
- Verónica Forqué : Chusa
- Antonio Banderas : Alberto
- Juan Echanove : Jaimito
- Aitana Sánchez-Gijón : Elena
- Chus Lampreave : Mme. Antonia
- Miguel Rellán : Cura
- Francisco Merino : M. Mariano
- Amparo Valle : la mère d'Elena
- Ofelia Angélica : Angelita

## Distinctions
Le film a été nommé pour six prix Goya.